# Jadwiga Lech-Skubińska
Jadwiga Halina Lech-Skubińska (ur. 17 maja 1924 w Porąbce na Śląsku, zm. 5 lutego 2015 w Łodzi) – polska farmaceutka, radna Łodzi i posłanka na Sejm PRL VII kadencji (1976–1980).

## Życiorys
Była córką Stefana Skubińskiego – w czasie II wojny światowej zamordowanego w obozie Auschwitz-Birkenau. W 1951 uzyskała magisterium z dziedziny farmacji w Akademii Medycznej w Gdańsku i podjęła pracę w aptekach na terenie Trójmiasta, była też inspektorem nadzoru farmaceutycznego Wydziału Zdrowia Prezydium Wojewódzkiej Rady Narodowej w Gdańsku. Po wyjeździe do Łodzi w 1960 zatrudniona jako zastępczyni dyrektora ds. zaopatrzenia w Przedsiębiorstwie Zaopatrzenia Farmaceutycznego „Cefarm”.
W 1962 wstąpiła do Stronnictwa Demokratycznego. W wyborach w 1965 uzyskała mandat radnej Rady Narodowej m. Łodzi, była m.in. wiceprzewodniczącą Komisji Zdrowia i Spraw Socjalnych. W wyborach w 1976 wybrana w okręgu Łódź Śródmieście w skład Sejmu VII kadencji, gdzie zasiadała w Komisji Zdrowia i Kultury Fizycznej.
Była członkiem Związku Zawodowego Pracowników Służby Zdrowia i Polskiego Towarzystwa Farmaceutycznego. Odznaczona m.in. Krzyżem Kawalerskim Orderu Odrodzenia Polski, Złotym Krzyżem Zasługi, Medalem 30-lecia Polski Ludowej oraz Honorową Odznaką miasta Łodzi.  Była laureatką Nagrody miasta Łodzi w 1982. Po odejściu z Sejmu wróciła do pracy w zawodzie.
Została pochowana w rodzinnym grobowcu w części komunalnej cmentarza na Zarzewie w Łodzi.